# Andrej Imrich
Andrej Imrich (Poprádremete, 1948. január 9. –) a Szepesi egyházmegye nyugalmazott segédpüspöke.

## Élete
Andrej Imrichet 1974. június 8-án szentelték a Szepesi egyházmegye papjává. 1974-től 1983-ig Rabcsán volt káplán. 1983-ban plébános lett Zázriván. 1985-től 1990-ig volt Trsztenán, 1990-től 1992-ig Szepesváralján.
János Pál pápa 1992. június 4-én nevezte ki Castellum Titulianum címzetes püspökévé és a szepesi segédpüspökké. František Tondra szepesi püspök ugyanezen év július 11-én szentelte püspökké; Társszentelő volt a szlovákiai apostoli nuncius, Giovanni Coppa érsek és Ján Sokol nagyszombati érsek.
2015. október 15-én Ferenc pápa elfogadta korai lemondását.

## Fordítás
Ez a szócikk részben vagy egészben  az   Andrej Imrich című német Wikipédia-szócikk ezen változatának fordításán alapul.  Az eredeti cikk szerkesztőit annak laptörténete sorolja fel. Ez a jelzés csupán a megfogalmazás eredetét és a szerzői jogokat jelzi, nem szolgál a cikkben szereplő információk forrásmegjelöléseként.